# 非裔美国人大迁徙

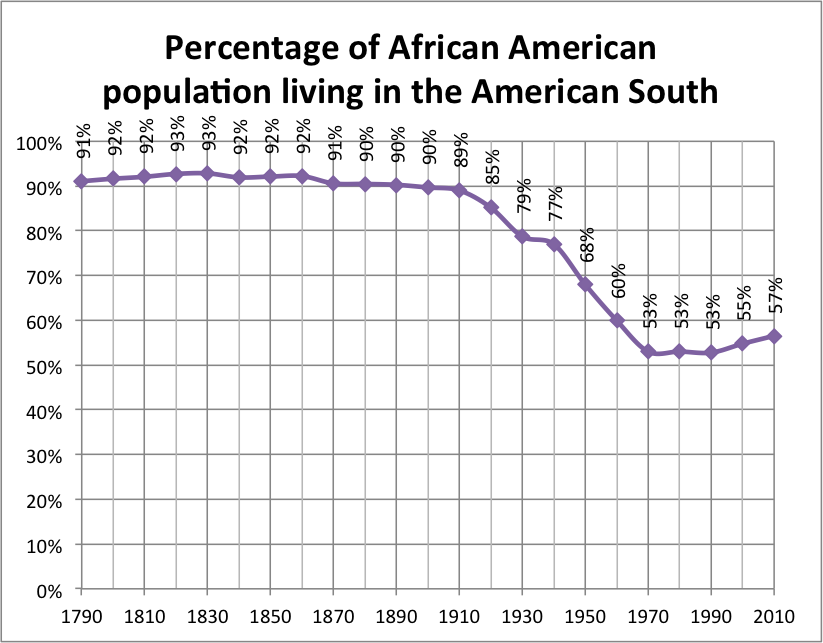
1790年-2010年间，在美国南部地区居住的非裔美国人人口比例的变化

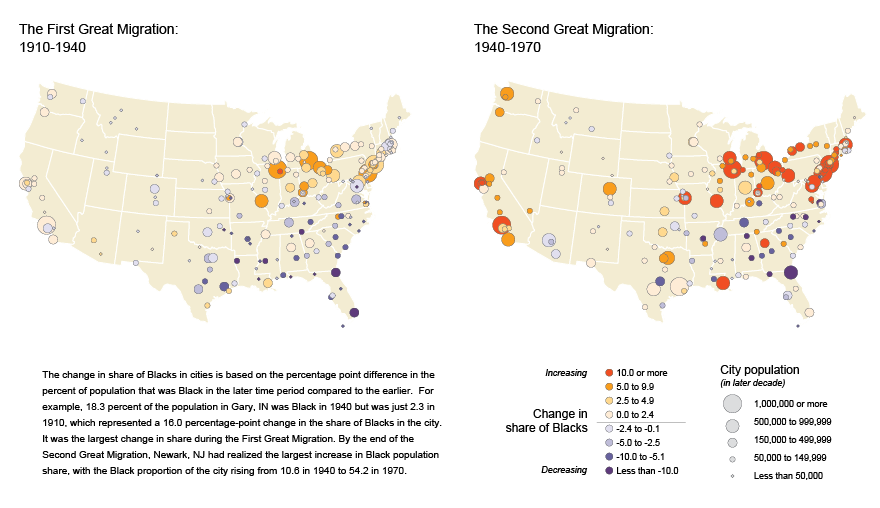
第一次大迁徙（1910-1940年）和第二次大迁徙（1940-1970年）中，美国主要城市里非裔美国人人口比例的变化（美國歷次人口普查）

非裔美国人大迁徙（英文：The Great Migration of African Americans），又称北上大迁徙（Great Northward Migration）或者黑人大迁徙（Black Migration），是指1916年-1970年间约600万非裔美国人从美国南部各州的乡村地区迁徙至美国东北部、中西部以及西部地区的大规模人口迁徙。造成这次大迁徙的主要原因是南部各州落后的经济条件以及普遍的种族隔离和种族歧视现象，尤其是南部各州的种族隔离法——吉姆·克劳法。
自民權運動以來，這一趨勢發生了逆轉，越來越多的非裔美國人遷往南方——儘管速度要慢得多。這些被稱為“新大遷徙”的舉措通常是由美國東北部和中西部城市的經濟困難、“新南部”的就業增長及其較低的生活成本、家庭和親屬關係以及白人減少針對黑人歧視的趨勢。

## 歷史
1910年前，每一项美国的人口普查都显示超过90%以上的非裔美国人居住在美国南部；其中，1900年，只有五分之一的非裔美国人居住在南部的城市地区。 而到了大迁徙时代末期，只有50%左右的非裔人口还留在美国南部，其他的都已经移居美国北部和东部地区，而且居住在城市地区的非裔人口比例大大增加。1960年，在美国南部的非裔人口中，大约有一半居住在城市地区，而到了1970年，全美范围内约80%的非裔人口都已经搬迁到城市地区。1991年，美国学者尼古拉斯·莱曼写到：
非裔美国人大迁徙是人类历史上规模最大、速度最快的国内人口迁徙之一——也许是非屠杀威胁、非饥荒原因下最大规模的人口迁徙活动。从数据上看，它超过了任何其它族群（比如意大利人、爱尔兰人、犹太人、波兰人）迁移到美国的人口数量。对黑人来说，这场迁徙意味着他们离开了原本的经济和社会环境、启程前往寻找一个新家。
一些历史学家还将此次大迁徙细分为前后两期：第一次大迁徙（1916-1940年）中大约有160万人口从美国南部乡村地区迁徙到北部工业城市，而第二次大迁徙（1940-1970年）发生在美国经济大萧条之后、大约有500万人口（包括许多南部市镇人口）迁徙到美国北部和西部地区。
其中，许多大工业城市吸引了最多的移民，包括纽约、芝加哥、费城、圣路易斯、丹佛、底特律、匹兹堡以及印第安纳波利斯，而在第二次大迁徙中，美国西部的城市包括洛杉矶、旧金山、奥克兰、菲尼克斯、西雅图、波特兰也接受了大量非裔移民。其中佛州減少了30%比例的非裔人口。

## 後期
在非裔美国人民权运动后，美国南部地区出现人口回潮。在这波新大迁徙中，许多非裔美国人开始逐渐移居回美国南部，主要集中在经济环境最好的地区；这次人口回潮的主要原因包括美国一些东北部、中西部城市出现的经济问题，以及南部地区工作机会的增多、生活成本的降低、种族问题的缓和以及先前的家庭情感纽带等等。据估计，1975-1980年间，美国南部许多州出现了非裔美国人口的净增长，而到了2014年，非裔美国人口中的Y世代集中移居到了得克萨斯州、乔治亚州、佛罗里达州、北卡罗莱那州、加利福尼亚州。 与此同时，美国东北部地区的非裔人口数量普遍下降，尤其是纽约州和新泽西州北部地区。

## 比較
| 區域 | 1900  | 1910  | 1920  | 1930  | 1940  | 1950  | 1960  | 1970  | 1980  | 1900與1980年相比 |
| ---- | ----- | ----- | ----- | ----- | ----- | ----- | ----- | ----- | ----- | ---------------- |
| 美國 | 11.6% | 10.7% | 9.9%  | 9.7%  | 9.8%  | 10.0% | 10.5% | 11.1% | 11.7% | +0.1%            |
| 東北 | 1.8%  | 1.9%  | 2.3%  | 3.3%  | 3.8%  | 5.1%  | 6.8%  | 8.9%  | 9.9%  | +8.1%            |
| 中西 | 1.9%  | 1.8%  | 2.3%  | 3.3%  | 3.5%  | 5.0%  | 6.7%  | 8.1%  | 9.1%  | +7.2%            |
| 南部 | 32.3% | 29.8% | 26.9% | 24.7% | 23.8% | 21.7% | 20.6% | 19.1% | 18.6% | -19.7%           |
| 西部 | 0.7%  | 0.7%  | 0.9%  | 1.0%  | 1.2%  | 2.9%  | 3.9%  | 4.9%  | 5.2%  | +4.5%            |